# Église Saint-André de Montolieu
L'église Saint-André est une église catholique située en France sur la commune de Montolieu, dans le département de l'Aude en région Occitanie.
Elle fait l'objet d'un classement au titre des monuments historiques depuis le 27 septembre 1972.

## Localisation
L'église se situe dans le département français de l'Aude, sur la commune de Montolieu.

## Historique
L'édifice est classé au titre des monuments historiques en 1972. On peut y admirer notamment deux statues de la Vierge à l'Enfant d'époque médiévale. L'une se situe au-dessus de la porte, sous le porche d'entrée, elle est en bois polychrome. L'autre statue, de grande taille, est en pierre calcaire. Récemment restaurée, elle ira bientôt rejoindre sa place définitive dans une alcôve à l'intérieur de l'église. De nombreuses sculptures et plusieurs toiles peintes anciennes ornent les murs de la nef ou les chapelles. L'Archange Saint-Michel, opposé dans un combat aérien au démon, est une peinture pleine de mouvement. Le Maître-autel est en marbre.

## Galerie

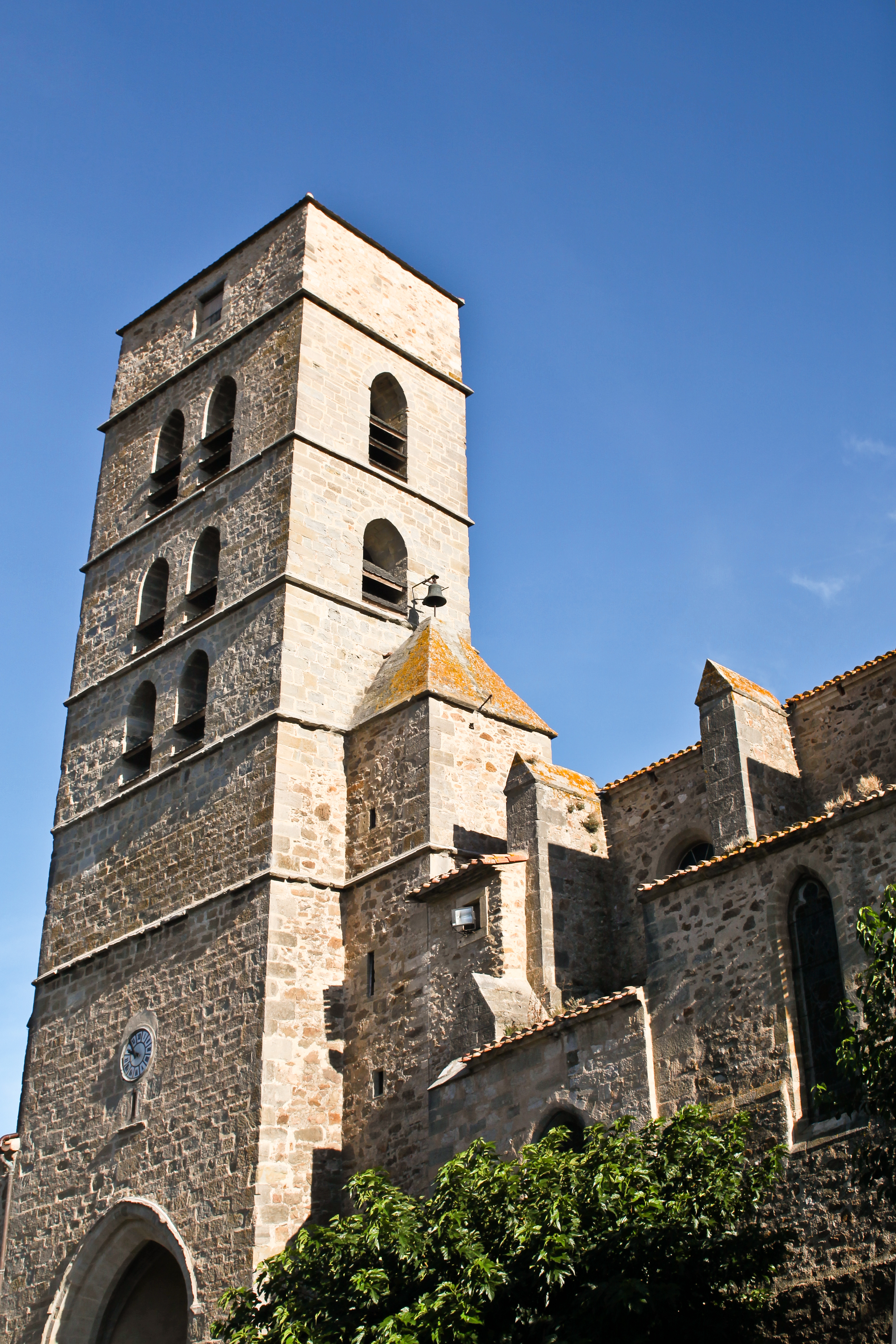
Le clocher de l'église Saint-André de Montolieu.
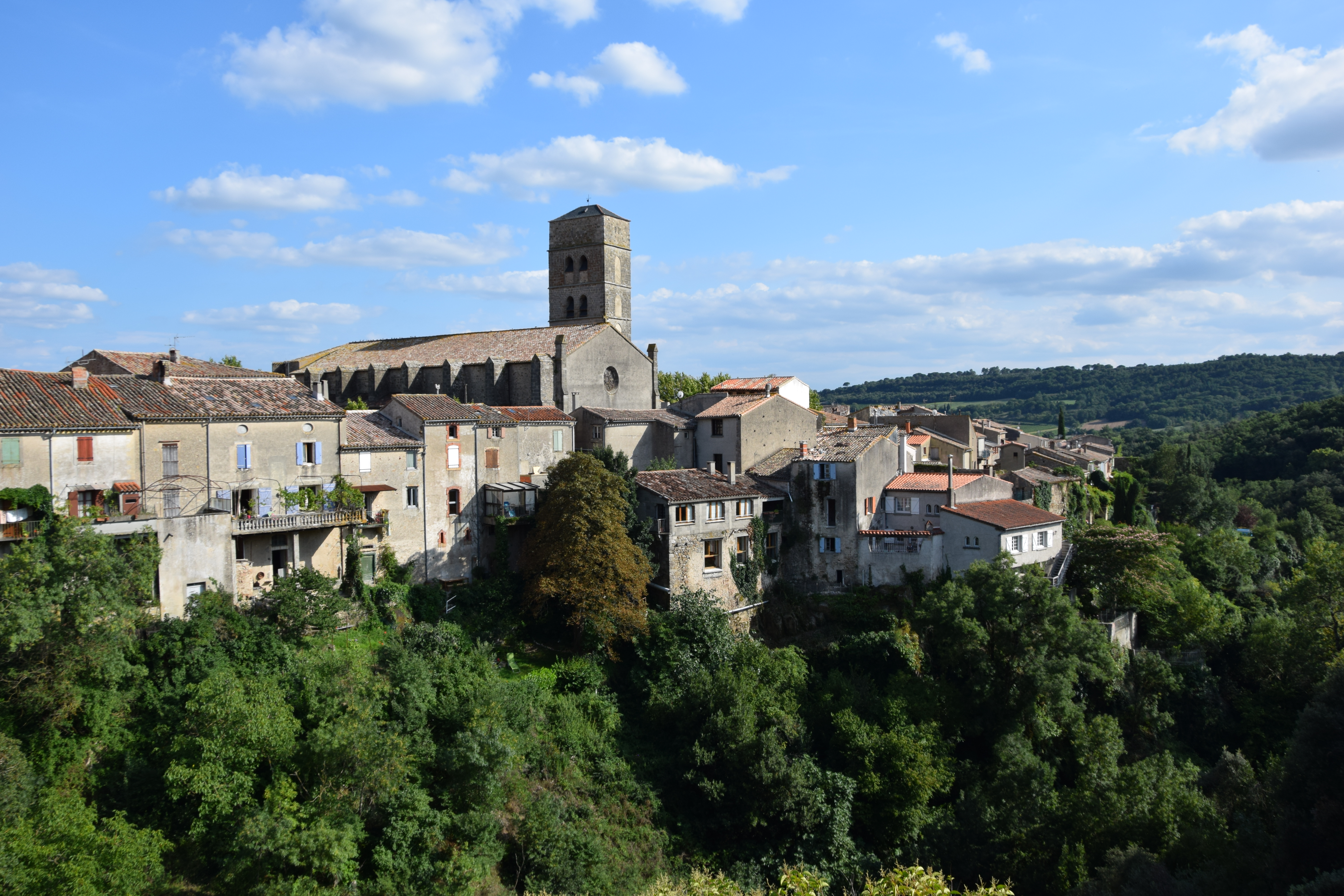
Vue partielle du village.
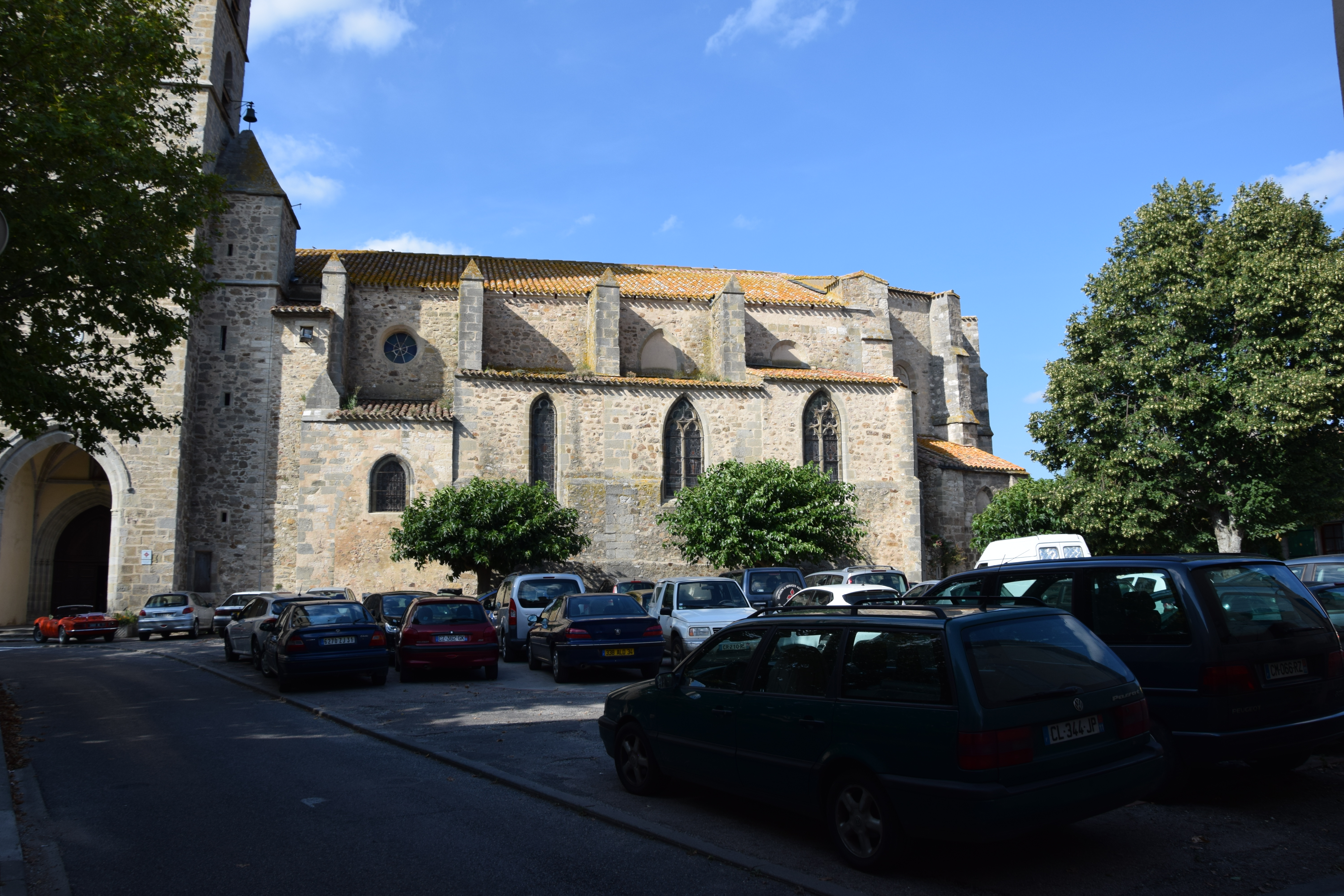
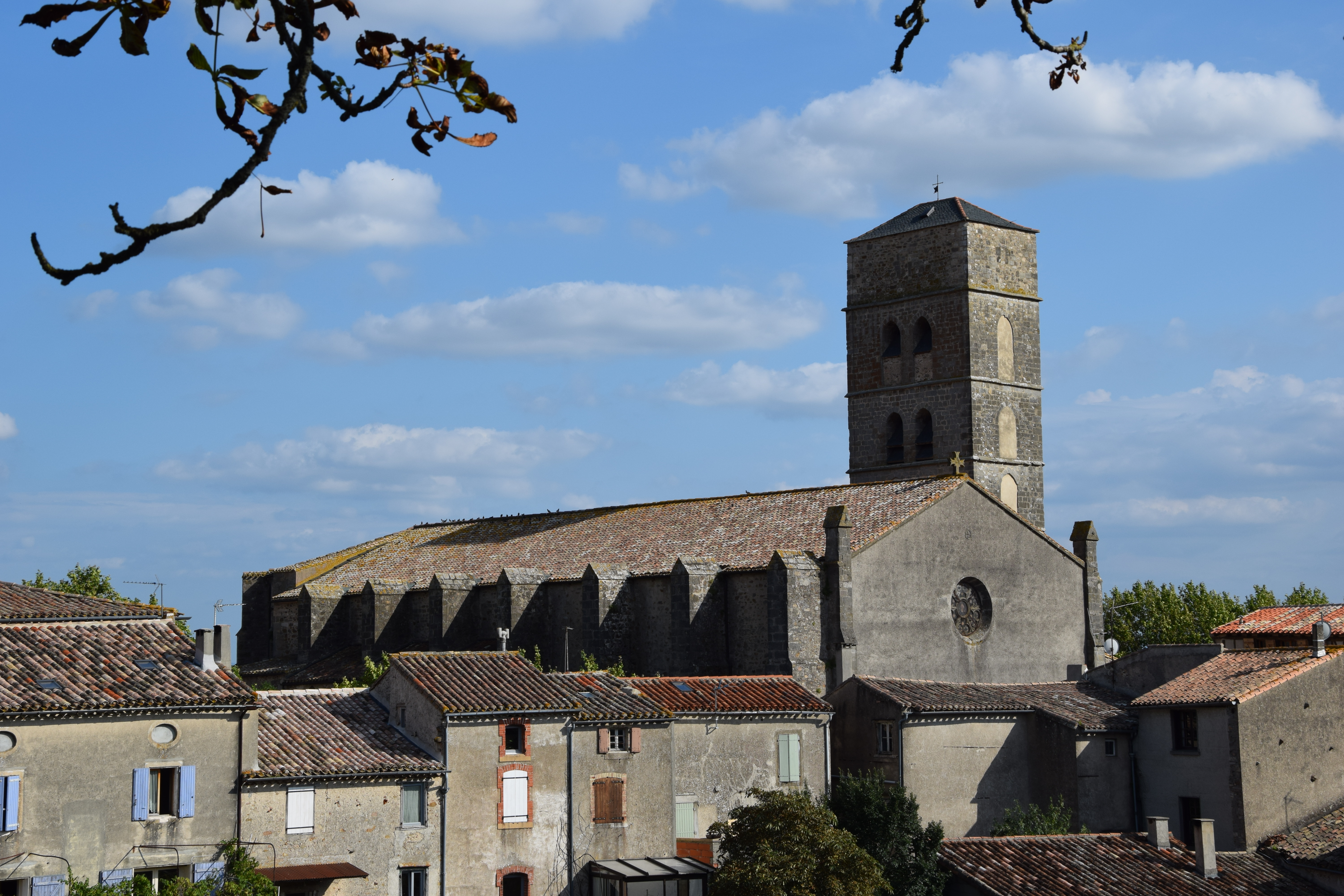
L'église Saint-André.
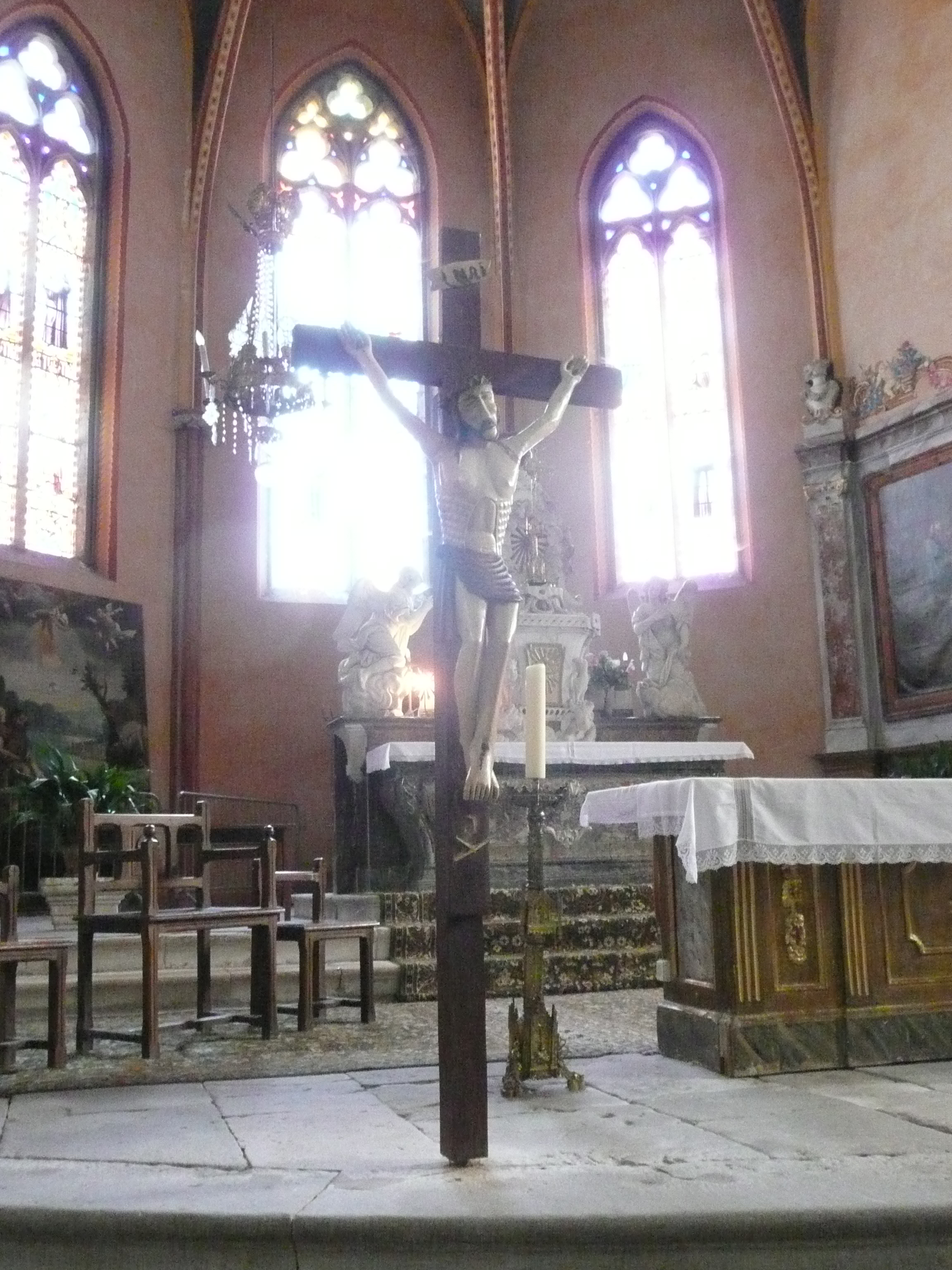
Le chœur de l'église. Vue partielle.